# 區域主義
區域主義（英語：Regionalism）是第二次世界大戰後新興的一種理論，強調「鞏固國家與周邊地區的利益及外交」。
在最初的10年左右，區域主義是非常盛行的。第一個連貫的區域模型始於20世紀50至60年代的歐洲經濟共同體，但是效果有限，被稱為“舊區域主義”。之後主張雖然逐漸受到冷落，但其理論已擴展至全世界。到1980年代末，冷戰的結束，以及全球化運動的興起，區域主義再次受到重視。此時出現區域整合的“新區域主義”。區域一體化成為當代國際貿易的三大組成部分之一，其餘是多邊主義和單邊主義。歐洲國家的歐洲聯盟能經歷超過40多年的經濟一體化，被認為是當時最成功的例子。

## 區域化
區域化（英語：regionalisation）是地理毗鄰的國家間自然而然，由下而上發生的整合。 不同於區域主義是國家由上而下的整合。

## 新區域主義
1990年代的新区域主义，分为封闭区域主义（Close Regionalism）和开放区域主义（Open Regionalism）。封闭区域主义，采取保护主义措施，最終在區域內建立货币统一的关税同盟，或透過區域貿易協定，在區域整合的過程中，降低過度依賴整合帶來的風險。与封闭区域主义相比，开放区域主义是没有任何超国家机构参与的双边、三边或多边活动。在全球化下，各國透過區域內或區域間的自由貿易協定，建構全球經貿體系。

## 建筑學
批判性區域主義是追求人性化現代建築的理論或方法，不認同全球一統性，排斥無思考地仰賴科技，喜好運用地區性的傳統人文和材質方案，同時又保有全球性當代文化的體認。

## 區域整合案例
- 東南亞國協
- 南錐共同體
- 北美自由貿易區
- 歐盟
- 亞太經合會
- 南部非洲發展共同體